# Ewolokumab
Ewolokumab (łac. evolokumabum) – pierwsze w pełni ludzkie przeciwciało monoklonalne, zarejestrowane w leczeniu hipercholesterolemii, mieszanej dyslipidemii oraz homozygotycznej hipercholesterolemii rodzinnej u ludzi.

## Mechanizm działania
Działa poprzez hamowania aktywności konwertazy białkowej subtylizyna/keksyna typu 9 (PCSK9). Konwertaza białkowa subtylizyna/keksyna typu 9 (PCSK9) wiąże się z receptorami LDL promując ich degradację, a przez to powoduje zmniejszenie szybkości usuwania cholesterolu LDL z osocza krwi. Poziom stężenia PCSK9 w surowicy pozwala przewidywać ryzyko wystąpienia chorób sercowo-naczyniowych.

## Zarejestrowane wskazania
Lek jest wskazany w przypadku:
- leczenie pierwotnej hipercholesterolemii lub mieszanej dyslipidemii, jako uzupełnienie diety, w skojarzeniu ze statyną lub statyną i innymi lekami hipolipemizującymi u pacjentów, u których nie jest możliwe osiągnięcie docelowego stężenia cholesterolu LDL przy zastosowaniu statyny w najwyższej tolerowanej dawce,
- leczenie pierwotnej hipercholesterolemii lub mieszanej dyslipidemii, jako uzupełnienie diety, w monoterapii lub w skojarzeniu z innymi lekami hipolipemizującymi u pacjentów nietolerujących statyn, albo u których stosowanie statyn jest przeciwwskazane,
- leczenie homozygotycznej hipercholesterolemii rodzinnej w skojarzeniu z innymi lekami hipolipemizującymi u dorosłych i młodzieży w wieku co najmniej 12 lat[4].

## Dawkowanie
Ewolokumab jest stosowany podskórnie w dawce 140 mg co 2 tygodnie, przy użyciu ampułkostrzykawki.